# Madaripur (district)
Pour les articles homonymes, voir Madaripur.
Madaripur est un district du Bangladesh. Il est situé dans la division de Dhaka. La ville principale est Madaripur.

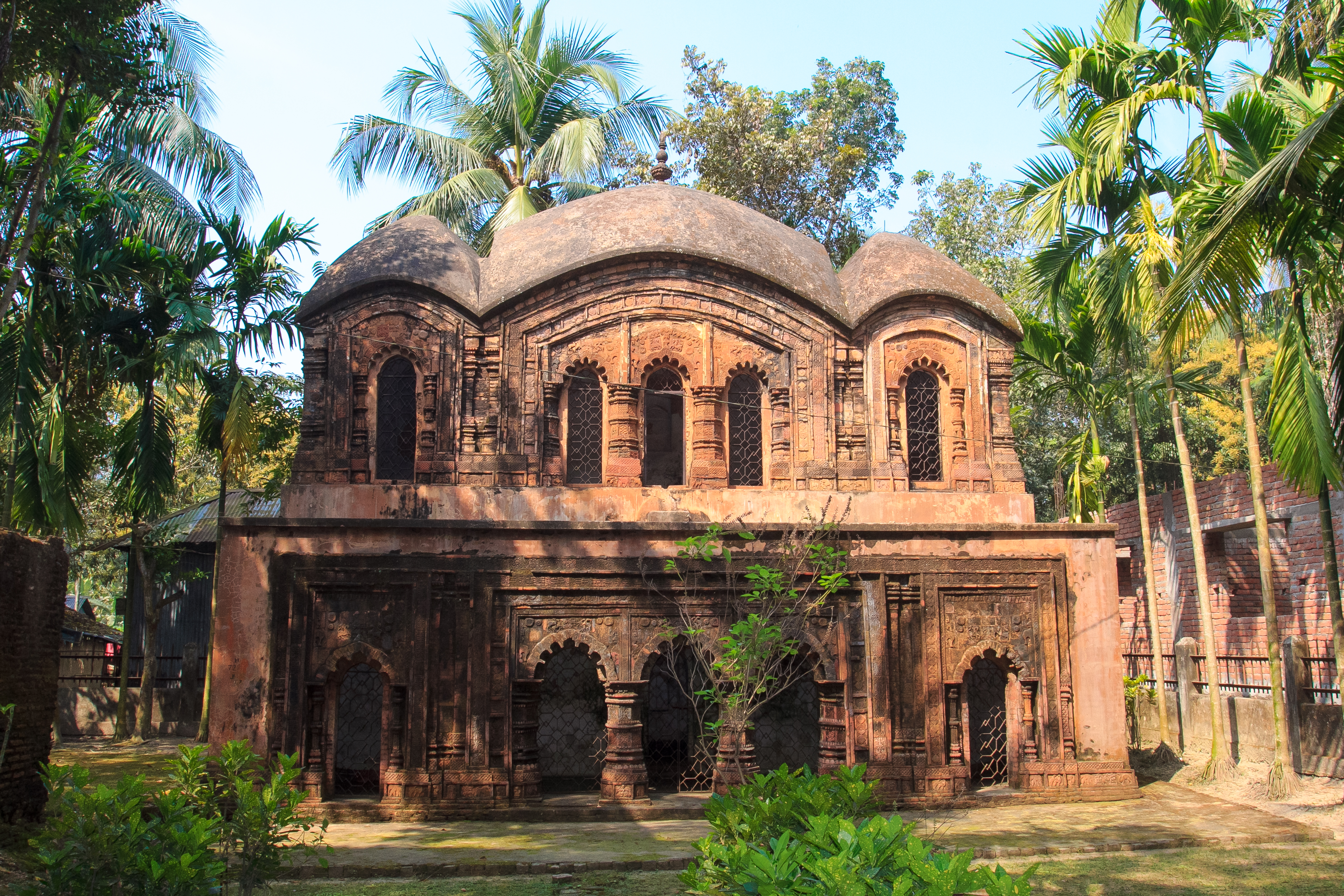
Temple Madaripur Rajaram